# Mesas de San Jerónimo
Mesas de San Jerónimo är en ort i Mexiko.   Den ligger i kommunen Villa de Allende och delstaten Mexiko, i den södra delen av landet, 110 km väster om huvudstaden Mexico City. Mesas de San Jerónimo ligger 2 353 meter över havet och antalet invånare är 603.
Terrängen runt Mesas de San Jerónimo är kuperad åt sydost, men åt nordväst är den bergig. Terrängen runt Mesas de San Jerónimo sluttar söderut. Runt Mesas de San Jerónimo är det ganska tätbefolkat, med 100 invånare per kvadratkilometer. Närmaste större samhälle är Ixtapan del Oro, 9,6 km sydväst om Mesas de San Jerónimo. I omgivningarna runt Mesas de San Jerónimo växer huvudsakligen savannskog.